# Суханов, Джаппар
Джаппар Суханов (1908 год, село Кенегес, Хивинское ханство — дата смерти неизвестна, село Кегенес) — председатель колхоза имени Тельмана Ильялинского района, Туркменская ССР. Герой Социалистического Труда (1950). Лишён звания Героя Социалистического Труда в 1962 году.

## Биография
Родился в 1908 году в крестьянской семье в селе Кенегес в Хивинском ханстве (на территории современного Кёнеургенчского этрапа).
С раннего возраста трудился в сельском хозяйстве. С 1944 года — председатель колхоза имени Тельмана Ильялинского района.
В 1949 году колхоз сдал государству в среднем с каждого гектара по 37,8 центнеров хлопка-сырца на площади 131 гектар. Указом Президиума Верховного Совета СССР от 30 июня 1950 года удостоен звания Героя Социалистического Труда за «получение высокого урожая хлопка на поливных землях» с вручением ордена Ленина и золотой медали «Серп и Молот» (№ 5363).
Этим же Указом званием Героя Социалистического Труда были награждены труженики колхоза имени Тельмана председатель Совета урожайности Аллаберген Джуманазаров, бригадиры Козыбай Джуманиязов, Сапа Клычев, звеньевые Хаит Атаджанов и Огульджан Матчанова.
В последующем был привлечён к уголовной ответственности за приписки и хищение социалистической собственности. Был обвинён в сговоре с колхозными бухгалтерами и кассиром. С помощью подложных документов принёс ущерб колхозу в размере около 93 тысяч рублей. 26 мая 1956 года осуждён Верховным судом Туркменской ССР и приговорён к 13 годам лишения свободы за хищение колхозных средств в особо крупном размере. Указом Президиума Верховного Совета СССР от 29 января 1962 года лишён звания Героя Социалистического Труда и всех наград.
После досрочного освобождения возвратился в колхоз, где продолжил трудиться членом правления колхоза.
Проживал в родном селе Кегенес. Дата смерти не установлена.
Награды (лишён всех наград и званий)
- Герой Социалистического Труда
- Орден Ленина
- Орден Трудового Красного Знамени (28.01.1950)
- Медаль «За трудовую доблесть» (11.04.1947)